# Gentoo/FreeBSD
Gentoo/FreeBSD é um sistema operacional tipo unix mantido por desenvolvedores do projeto Gentoo Linux, o projeto visa trazer o design, estrutura e ferramentas, como o sistema portage, e também o baselayout do Gentoo Linux para o sistema operacional FreeBSD. O Gentoo/FreeBSD é um subprojeto que faz parte do projeto Gentoo/*BSD.
O projeto encontra-se em desenvolvimento, por enquanto, mas está próximo de ser estável, seu stage encontra-se presente nos servidores espelho da Gentoo, juntamente com instruções que permitem a instação de um sistema Gentoo/FreeBSD completo.(em inglês)

## Motivações
O alvo do projeto é criar um sistema completo, que utilize o layout e o sistema init do Gentoo Linux, mas que utilize um sistema operacional FreeBSD puro subjacente.(em inglês)
Como parte dos motivos práticos e técnicos para tal projeto, deve ser notado que este projeto possui outras implicações: ao substituir o ports com outras receitas para compilações, ebuilds, o Gentoo/FreeBSD irá ajudar na portabilidade de softwares devido a patches específicos presentes no ports, que são reescritos de modo que se tornam mais genéricos e são enviados para os desenvolvedores originais para serem adicionados ao sistema Portage.(em português)
Gentoo/FreeBSD também utiliza o GNU toolchain do Gentoo, ao invés do original para o FreeBSD, permitindo testar códigos específicos do FreeBSD em um ambiente que de outro modo não poderia ser utilizado.(em inglês)
O objetivo original, de longa data era o de ser capaz de escolher qualquer combinação de software entre versões GNU/Linux e BSD, no entanto isto deixou de ser uma prioridade, de modo que não é algo viável no dado presente.
O sistema de ebuilds do FreeBSD é integrado à árvore principal do portage, mas esta portabilididade está longe de estar completa devido a quantidade de pacotes que ainda precisam ser portados e a falta de um Live CD próprio, atualmente o Live CD do FreeSBIE(em inglês) é utilizado para o processo de instalação e configuração inicial do sistema.

## Logotipo
O logotipo atual e (semi) official para o Gentoo/FreeBSD é um "g" daemonizado, derivado do logotipo original do Gentoo Linux e inspirado no BSD Daemon.
Ele foi desenhado pelo Marius Morawski, respondendo a uma concurso não-oficial lançado por Diego Pettenò em seu blog.(em inglês)